# Tempelrol

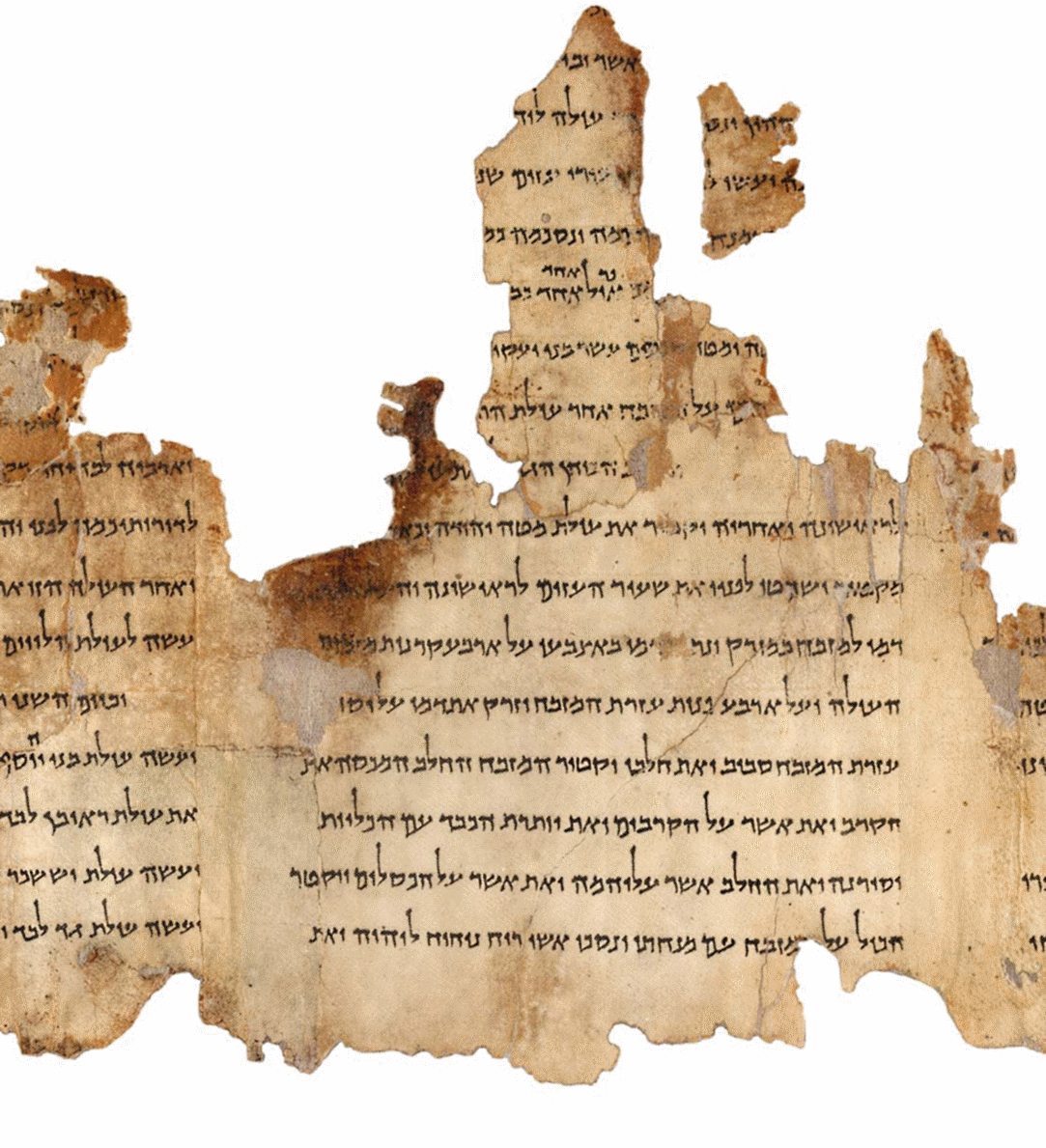
Gedeelte van de Tempelrol (11Q19)

De Tempelrol, in wetenschappelijke literatuur ook wel aangeduid als 11QTemple of 11QT, is een geschrift dat behoort tot de Dode Zee-rollen. Het geschrift, dat binnen de gemeenschap van Qumran groot gezag bezat, bestaat voornamelijk uit een beschrijving van de "ideale" tempel en de daarbij behorende feest-, offer- en reinheidsvoorschriften.
De belangrijkste - want meest compleet bewaard gebleven - getuige voor de tekst van de tempelrol is 11Q19 (= 11QTa). Deze rol is tevens de langste van alle boekrollen die in Qumran gevonden zijn. Het belang van dit handschrift wordt geïllustreerd door het feit dat het begrip 'Tempelrol' vaak specifiek met betrekking tot deze boekrol gebruikt wordt. Andere handschriften die de tekst van de tempelrol bevatten, zijn 11Q20 (= 11QTb), 4Q524 en mogelijk 11Q21 (maar van deze rol is zo weinig bewaard gebleven dat dit niet met zekerheid kan worden vastgesteld).

## Inhoud

### Deel I: Inleiding
Het begin van de tempelrol zinspeelt op teksten uit de Thora die verhalen over de openbaring van God op de berg Sinaï, zoals beschreven in Exodus 34, waarbij Mozes de Thora van God ontvangen zou hebben. Op die wijze wordt de inhoud van de Tempelrol getypeerd als het verlengde van deze godsopenbaring. Dit wordt nog explicieter gemaakt doordat de zinsnede "En God zei" wanneer deze in de overeenkomende Bijbeltekst voorkomt in de Tempelrol regelmatig vervangen is door "En Ik zei". Veelal neemt men dan ook aan dat voor de gemeenschap waarbinnen de Tempelrol functioneerde (meestal gelijkgesteld aan de gemeenschap die woonde in Qumran) de Tempelrol een vergelijkbaar gezag had als de Thora zelf.

### Deel II: De nieuwe tempel
Vervolgens vinden we een lange beschrijving van de bouw van een tempel in Jeruzalem (kolom 3-13), de daarbij behorende feesten en offers (kolom 13-29) en de tempelpleinen en de daar gesitueerde gebouwen (kolom 30-45). Het is dit deel van de tekst waaraan de Tempelrol zijn naam ontleent.
De beschrijving van de tempel bevat duidelijke verschillen met de tempel zoals die op dat moment in Jeruzalem stond. Het gaat dan ook niet om de beschrijving van een actuele situatie, maar om de 'ideale tempel' die door God op de berg Sinaï aan Mozes geopenbaard zou zijn. De opvallende verschillen met de toenmalige tempel in Jeruzalem impliceren wel dat de schrijvers de overtuiging waren toegedaan dat deze tempel niet aan het ideaal voldeed. 
De feesten die beschreven worden in de kolommen 13-29 zijn geordend volgens een zonnekalender (met 364 dagen in een jaar), die ook bekend is uit andere in Qumran gevonden teksten. Deze wijkt af van de maankalender die in de toenmalige Joodse tempel werd gebruikt.

### Deel III: Reinheidsvoorschriften
De beschrijving van de tempel wordt gevolgd door voorschriften met betrekking tot rituele reinheid van de tempel en de stad (kolom 45-47) en algemene reinheidswetten (kolom 48-51).

### Deel IV: Slot
De afsluiting van de Tempelrol (kolom 51-66) bestaat uit een herschreven versie van de wetsvoorschriften uit Deuteronomium 12-26. Daarbij is in het bijzonder aandacht voor de 'koningswet' (kolom 56-59), mogelijk een weerspiegeling van de discussies rondom de investituur van Simon Makkabeüs.

## Handschriften

### 11Q19
Het belangrijkste handschrift van de Tempelrol is 11Q19 of ook wel 11QTa. Afgerold bedraagt de lengte van de rol ca. 8 meter en daarmee is het de langste (bewaard gebleven) tekst onder de Dode Zee-rollen. De tekst is verdeeld over 66 kolommen. Hoewel het bovenste deel van de rol beschadigd is (waardoor de eerste regels van elke kolom verloren zijn gegaan) is het binnenste deel van de rol vrij goed bewaard gebleven. De tekst van de eerste kolommen (aan de buitenkant van de rol in opgerolde staat) is minder goed bewaard gebleven. Ook het slot van de tekst ontbreekt, al kan de lengte van het ontbrekende deel niet meer dan enkele regels zijn geweest.
Het bestaan van de rol is in de wetenschappelijke wereld bekend sinds 1960. De rol was destijds in het bezit van de antiquair Khando uit Bethlehem, die de rol had gekocht van bedoeïenen. In juni 1967, in de nasleep van de Zesdaagse Oorlog, kwam de rol door toedoen van de generaal en archeoloog Yigael Yadin in handen van de staat Israël, die deze beschikbaar stelde voor publicatie en wetenschappelijk onderzoek. In 1977 volgde de eerste officiële publicatie van de rol door Yadin. Naast de tekst zelf voorzag Yadins publicatie ook in een inleiding en commentaar op de tekst.
De tekst van 11Q19 stamt van de hand van twee verschillende schrijvers. De eerste vier kolommen zijn van iets later datum dan de rest van het document. Voor beide schrijvers geldt evenwel dat hun werk gedateerd moet worden in de tweede helft van de eerste eeuw v.Chr. of aan het begin van de eerste eeuw na Chr.

### 11Q20

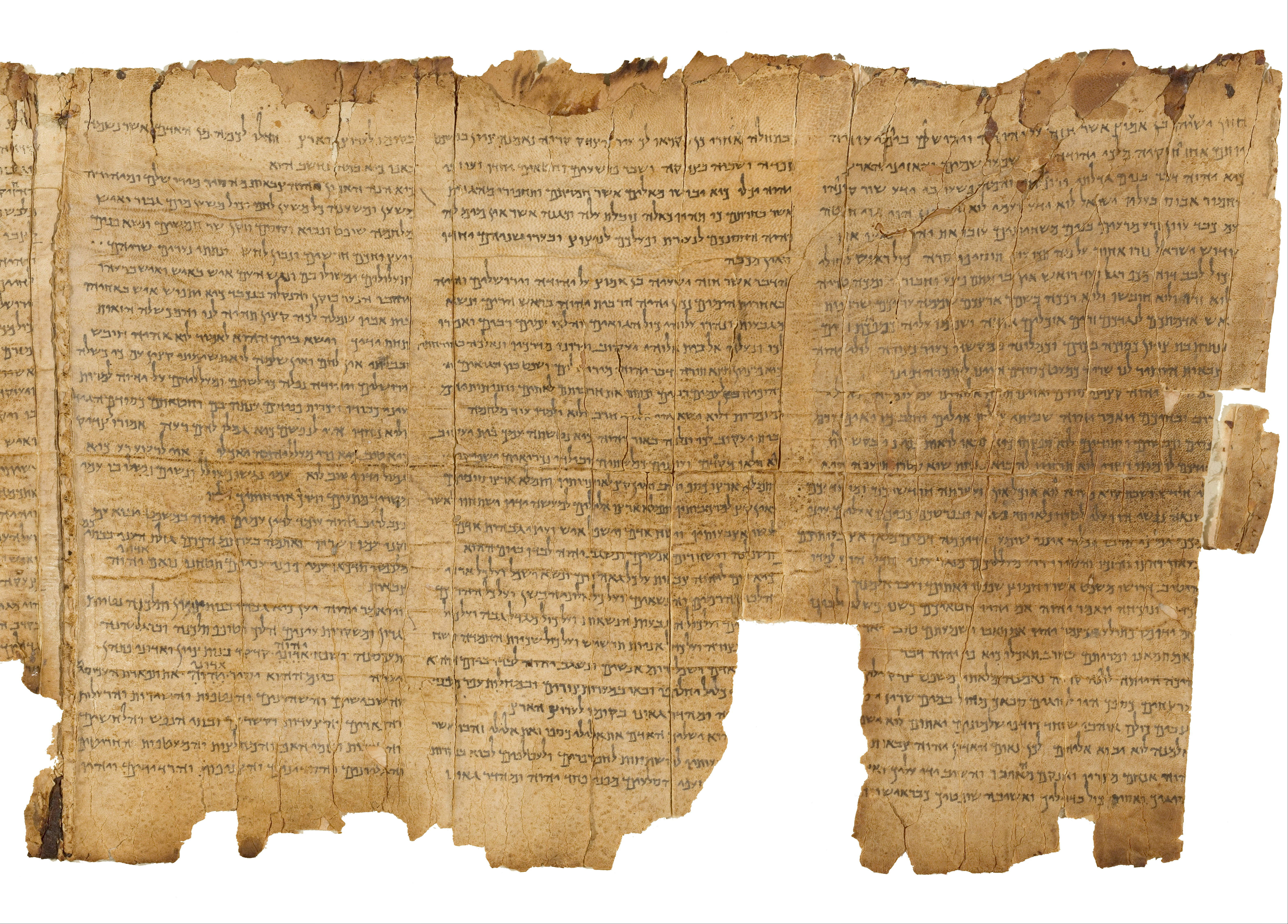
Gedeelte van 11Q20

Een tweede handschrift dat de tekst van de Tempelrol bevat is 11Q20 (of ook wel 11QTb). De tekst ervan komt overeen met kolom 15-55 van 11Q19 (met lacunes). In veel gevallen is de tekst van de regels die in 11Q19 verloren zijn gegaan (nl. de eerste regels van elke kolom) in 11Q20 wel bewaard gebleven. Het handschrift wordt gedateerd aan het eerste kwart van de eerste eeuw na Chr.
11Q20 behoort tot de handschriften die in 1961 door de Nederlandse KNAW zijn aangekocht. De integrale publicatie is verzorgd door Florentino García Martínez (1992).

### Overig
Tegenwoordig achtten veel onderzoekers het waarschijnlijk dat ook 11Q21, dat slechts uit enkele kleine fragmenten bestaat, tekst van de Tempelrol bevat (door hen wordt 11Q21 ook wel aangeduid als 11QTc). Deze aanname is gebaseerd op de overeenkomsten tussen fragment 1 en kolom III van 11Q19. Er is echter te weinig van 11Q21 bewaard gebleven om hierover definitieve uitspraken te doen.
Ook een handschrift uit Grot 4 bevat tekst van de Tempelrol. Het gaat om handschrift 4Q524 (ook wel 4QTemple Scroll), met tekst die overeenkomt met kolom 59-66 van 11Q19 (het gaat dus om het laatste gedeelte van de tempelrol). Het belang van dit handschrift is vooral dat het een deel van het ontbrekende slot van 11Q19 bevat.
Ook van diverse andere handschriften, waarvan 4Q365a (datering 75 v.Chr.) het belangrijkste is, is wel voorgesteld dat deze tot de tempelrol behoren. Maar de identificatie is niet onomstreden, omdat er naast overeenkomsten ook afwijkingen zijn ten opzichte van de uit 11Q19-11Q20 bekende tekst van de Tempelrol. Deze tekstfragmenten spelen een rol in de discussie over het ontstaan van de tekst van de Tempelrol, maar hierover bestaat onder wetenschappers tot op heden geen overeenstemming.

## Belang
Vanwege de gezaghebbende plaats die de Tempelrol had binnen de gemeenschap van Qumran en de omvang van de bewaard gebleven tekst, vormt deze in de eerste plaats een belangrijke bron voor de reconstructie van de overtuigingen en theologie van de gemeenschap, met name als het gaat om de opvattingen met betrekking tot de Thora en de tempel. Impliciet sluit de Tempelrol aan bij de kritiek op de dynastie van de Hasmoneeën die ook in andere Dode Zee-rollen naar voren komt.
In iets bredere zin is de tempelrol, samen met enkele andere teksten uit de Dode Zee-rollen, zoals 4QMMT, van belang voor de studie van de ontwikkeling van de interpretatie van de Thora binnen het Jodendom. De wetsinterpretatie van de Tempelrol en andere teksten uit de Dode Zee-rollen komt soms wel en soms niet overeen met de (later opgeschreven, maar toentertijd mondeling bediscussieerde) opvattingen uit de Rabbijnse halacha.
Ook is de Tempelrol van belang voor de bestudering van het ontstaan van de canon van de Hebreeuwse Bijbel. De gezaghebbende plaats die de Tempelrol in de Qumrangemeenschap had, hebben wel geleid tot de typering van de rol als “het zesde boek van de Thora” (Hartmut Stegemann), een vervanging daarvan (Yigael Yadin) of een voorbeeld van het fenomeen van de herschreven bijbel, bedoeld als gezaghebbende interpretatie van de Bijbeltekst (o.a. Dwight Swanson). Hoewel over deze typeringen tot op heden geen overeenstemming bestaat, is er consensus over het feit dat de Tempelrol een gezag voor zich claimt dat niet onderdoet voor de boeken uit de Thora. Daarmee is de Tempelrol van belang voor de bestudering van de vraag in hoeverre de grenzen van de canon rond het begin van de gangbare jaartelling reeds vaststonden.